# German Bowl XXVIII
Der German Bowl XXVIII war das Endspiel der Saison 2006 der German Football League (GFL). Das Spiel fand am 7. Oktober 2006 im Stadion an der Hamburger Straße in Braunschweig statt. Der Vorjahressieger, die Braunschweig Lions, konnte sich mit 31:13 gegen Debütant Marburg Mercenaries durchsetzen und sich somit den fünften Meistertitel sichern. Zum MVP des Spiels wurde Robert Flickinger gekürt.

## Der Weg ins Finale
Der Weg ins Finale war bei den beiden German-Bowl-Teilnahme beinahe identisch. Sowohl die Lions als auch die Mercenaries gewannen ihre Division souverän. Marburg verließ den Platz dabei nur zweimal als Verlierer, Braunschweig musste sogar nur eine Niederlage hinnehmen. Im Viertelfinale ließen beide Teams einen Kantersieg ohne gegnerische Punkte folgen und setzten sich dann im Halbfinale gegen den Vize der jeweils anderen Division klar durch. Wiederum setzte sich Braunschweig jeweils noch ein bisschen deutlicher durch.
| Viertelfinale | Viertelfinale            | Viertelfinale       |    |                     | Halbfinale | Halbfinale | Halbfinale |  |  | German Bowl XXVIII – Braunschweig | German Bowl XXVIII – Braunschweig | German Bowl XXVIII – Braunschweig |
|               |                          |                     |    |                     |            |            |            |  |  |                                   |                                   |                                   |
| 1N            | Braunschweig Lions       | 79                  |    |                     |            |            |            |  |  |                                   |                                   |                                   |
| 4S            | Darmstadt Diamonds       | 0                   |    |                     |            |            |            |  |  |                                   |                                   |                                   |
| 4S            | Darmstadt Diamonds       | 0                   | 1N | Braunschweig Lions  | 36         |            |            |  |  |                                   |                                   |                                   |
|               |                          |                     | 1N | Braunschweig Lions  | 36         |            |            |  |  |                                   |                                   |                                   |
|               | 2S                       | Stuttgart Scorpions | 17 |                     |            |            |            |  |  |                                   |                                   |                                   |
| 2S            | 2S                       | Stuttgart Scorpions | 17 | Stuttgart Scorpions | 47         |            |            |  |  |                                   |                                   |                                   |
| 2S            |                          |                     |    | Stuttgart Scorpions | 47         |            |            |  |  |                                   |                                   |                                   |
| 3N            | Dresden Monarchs         | 27                  |    |                     |            |            |            |  |  |                                   |                                   |                                   |
| 3N            | Dresden Monarchs         | 27                  | 1N | Braunschweig Lions  | 31         |            |            |  |  |                                   |                                   |                                   |
|               |                          |                     |    | Braunschweig Lions  | 31         |            |            |  |  |                                   |                                   |                                   |
|               | 1S                       | Marburg Mercenaries | 13 |                     |            |            |            |  |  |                                   |                                   |                                   |
| 1S            | 1S                       | Marburg Mercenaries | 13 | Marburg Mercenaries | 62         |            |            |  |  |                                   |                                   |                                   |
| 1S            |                          |                     |    | Marburg Mercenaries | 62         |            |            |  |  |                                   |                                   |                                   |
| 4N            | Cologne Falcons          | 0                   |    |                     |            |            |            |  |  |                                   |                                   |                                   |
| 4N            | Cologne Falcons          | 0                   | 1S | Marburg Mercenaries | 33         |            |            |  |  |                                   |                                   |                                   |
|               |                          |                     | 1S | Marburg Mercenaries | 33         |            |            |  |  |                                   |                                   |                                   |
|               | 2N                       | Hamburg Blue Devils | 20 |                     |            |            |            |  |  |                                   |                                   |                                   |
| 2N            | 2N                       | Hamburg Blue Devils | 20 | Hamburg Blue Devils | 34         |            |            |  |  |                                   |                                   |                                   |
| 2N            |                          |                     |    | Hamburg Blue Devils | 34         |            |            |  |  |                                   |                                   |                                   |
| 3S            | Schwäbisch Hall Unicorns | 13                  |    |                     |            |            |            |  |  |                                   |                                   |                                   |

## Scoreboard
|                       |                                        |  |                    |                           |                     |  |                                                                          |
|                       | Braunschweig 7. Oktober 2006 18:00 Uhr |  | Braunschweig Lions | \| \| 31 : 13 \| \| \| \| | Marburg Mercenaries |  | Stadion an der Hamburger Straße Zuschauer: 15.897 Referee: Peter Fischer |
| (3:6, 15:0, 7:7, 6:0) | Braunschweig 7. Oktober 2006 18:00 Uhr |  | Braunschweig Lions |                           | Marburg Mercenaries |  | Stadion an der Hamburger Straße Zuschauer: 15.897 Referee: Peter Fischer |
|                       | 31 : 13                                |  |                    |                           |                     |  |                                                                          |
|                       |                                        |  |                    |                           |                     |  |                                                                          |

### Scoring Spielzüge
| German Bowl XXVIII  | German Bowl XXVIII  | German Bowl XXVIII | German Bowl XXVIII                                 | German Bowl XXVIII                                 | German Bowl XXVIII                                 | German Bowl XXVIII                                 |
| ------------------- | ------------------- | ------------------ | -------------------------------------------------- | -------------------------------------------------- | -------------------------------------------------- | -------------------------------------------------- |
| Team                | Team                | Punkte             | Q1                                                 | Q2                                                 | Q3                                                 | Q4                                                 |
| Braunschweig Lions  | Braunschweig Lions  | 31                 | 3                                                  | 15                                                 | 7                                                  | 6                                                  |
| Marburg Mercenaries | Marburg Mercenaries | 13                 | 6                                                  | 0                                                  | 7                                                  | 0                                                  |
| Braunschweig        | Marburg             | Spieler            | Spielzug                                           | Spielzug                                           | Spielzug                                           | Spielzug                                           |
| 3                   | 0                   | Steffen Dölger     | 38-yd Field Goal                                   | 38-yd Field Goal                                   | 38-yd Field Goal                                   | 38-yd Field Goal                                   |
| 3                   | 6                   | Marcel Duft        | 22-yd Pass von Joachim Ullrich (PAT vergeben)      | 22-yd Pass von Joachim Ullrich (PAT vergeben)      | 22-yd Pass von Joachim Ullrich (PAT vergeben)      | 22-yd Pass von Joachim Ullrich (PAT vergeben)      |
| 10                  | 6                   | Kelvin Love        | 4-yd Lauf (PAT Steffen Dölger)                     | 4-yd Lauf (PAT Steffen Dölger)                     | 4-yd Lauf (PAT Steffen Dölger)                     | 4-yd Lauf (PAT Steffen Dölger)                     |
| 18                  | 6                   | Bruce Molock       | 13-yd Lauf (Conv. Kelvin Love)                     | 13-yd Lauf (Conv. Kelvin Love)                     | 13-yd Lauf (Conv. Kelvin Love)                     | 13-yd Lauf (Conv. Kelvin Love)                     |
| 18                  | 13                  | Gerome Castleberry | 8-yd Lauf (PAT Patrick Wolff)                      | 8-yd Lauf (PAT Patrick Wolff)                      | 8-yd Lauf (PAT Patrick Wolff)                      | 8-yd Lauf (PAT Patrick Wolff)                      |
| 25                  | 13                  | Jörg Heckenbach    | 40-yd Pass von Adrian Rainbow (PAT Steffen Dölger) | 40-yd Pass von Adrian Rainbow (PAT Steffen Dölger) | 40-yd Pass von Adrian Rainbow (PAT Steffen Dölger) | 40-yd Pass von Adrian Rainbow (PAT Steffen Dölger) |
| 28                  | 13                  | Steffen Dölger     | 26-yd Field Goal                                   | 26-yd Field Goal                                   | 26-yd Field Goal                                   | 26-yd Field Goal                                   |
| 31                  | 13                  | Steffen Dölger     | 23-yd Field Goal                                   | 23-yd Field Goal                                   | 23-yd Field Goal                                   | 23-yd Field Goal                                   |